# Trametes
Траметес (Trametes) — рід деревних грибів родини Polyporaceae. Назва вперше опублікована 1835 року.

## Практичне використання
Кілька видів були досліджені для біотехнологічного застосування їх ферментів, що руйнують лігнін (зокрема, лакказа та пероксидаз марганцю).

## Галерея

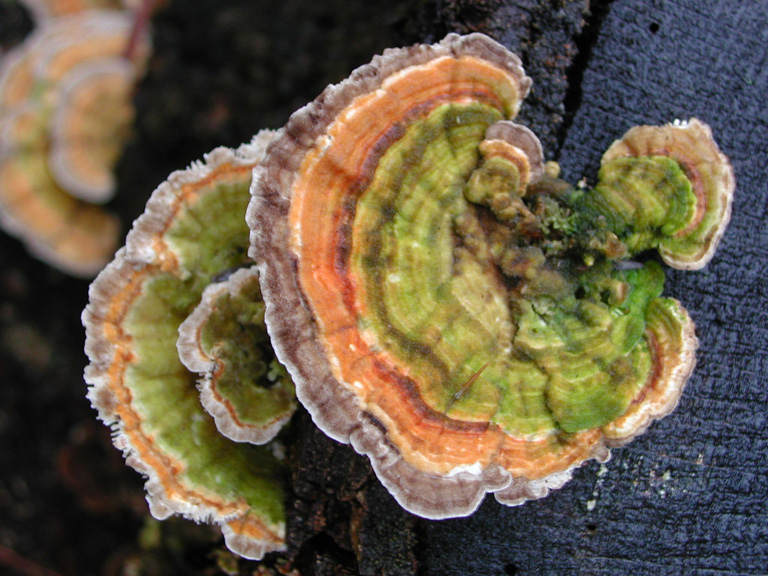
Траметес різнобарвний
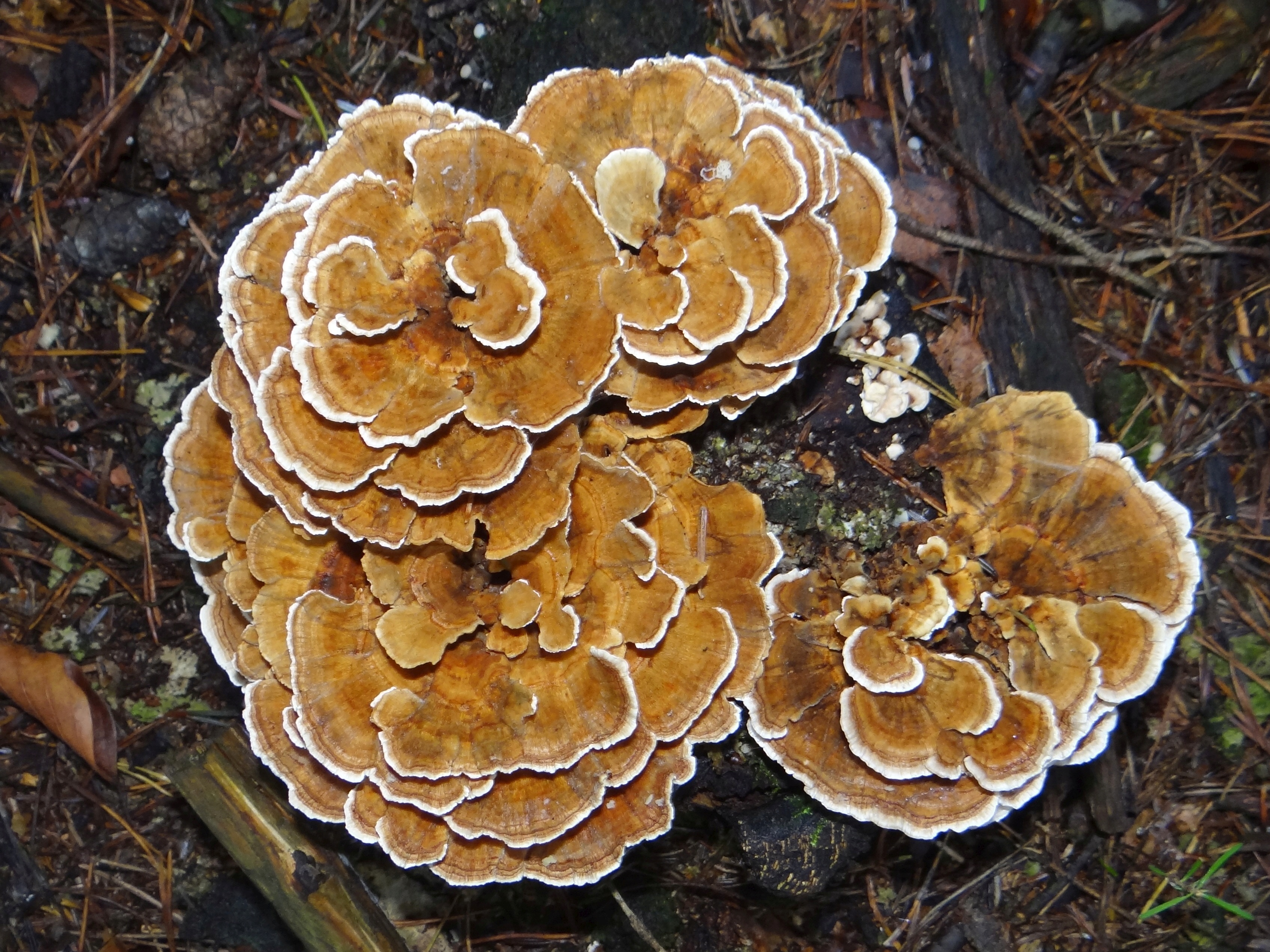
Trametes ochracea
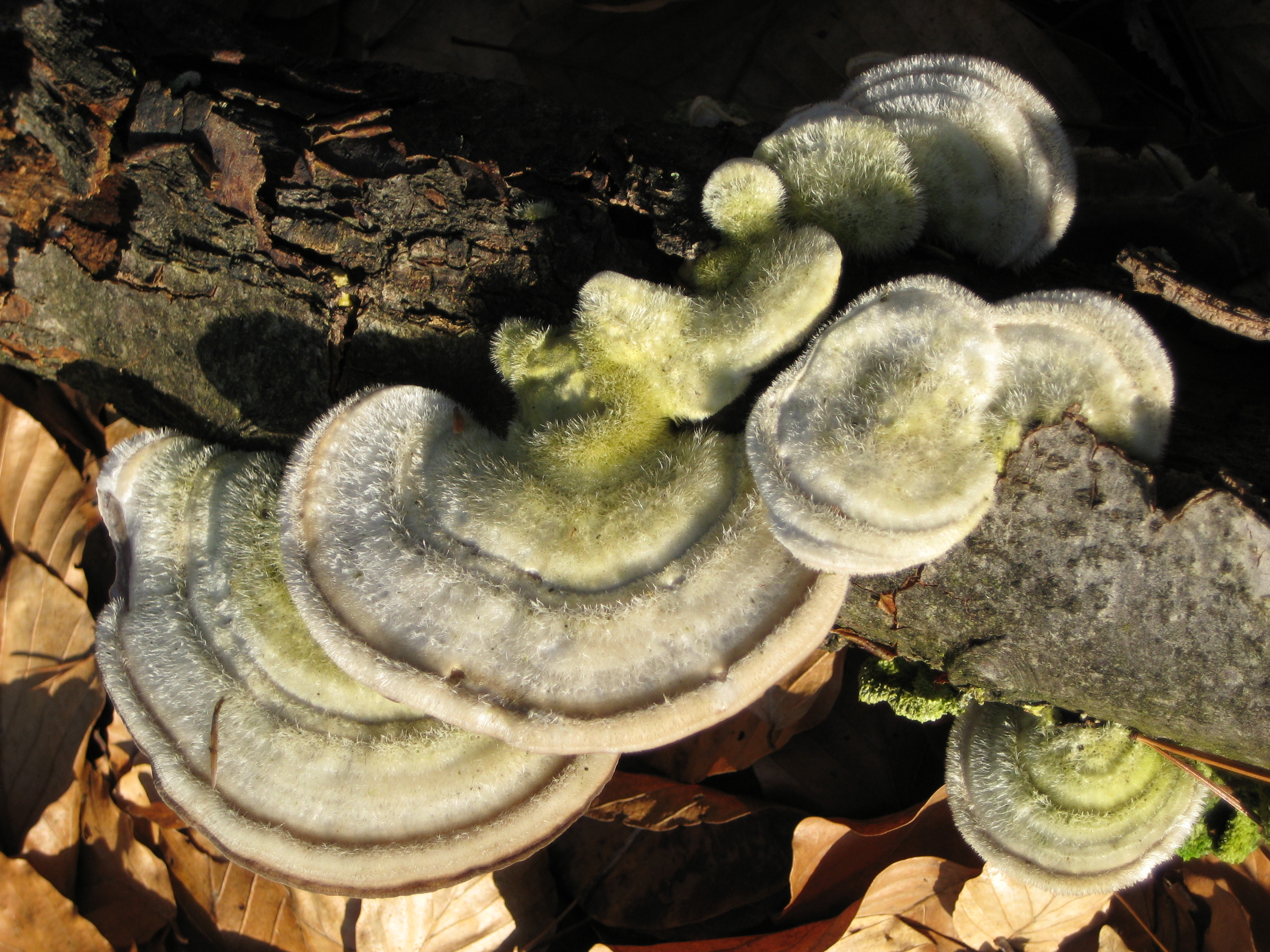
Trametes hirsuta